# Avtandil Khurtsidze
Avtandil Khurtsidze (in georgiano ავთანდილ ხურციძე?; Kutaisi, 2 maggio 1979) è un pugile georgiano.
Soprannominato Tazman, è detentore del titolo WBO ad interim dei pesi medi dal 2017.

## Biografia
Nativo di Kutaisi, scopre la passione per il pugilato all'età di 6 anni quando si iscrive per tre mesi ad una scuola di boxe. Dieci anni dopo sceglie di praticare il kickboxing come metodo di difesa, prima di essere scoperto da un allenatore di pugilato. 

## Carriera amatoriale
Khurtsidze disputa solamente dieci incontri come dilettante prima di passare al professionismo. Tale scelta è segnata dal suo scarso interesse nel pugilato amatoriale, basato principalmente sul movimento costante. 

## Carriera professionale
Compie il suo debutto da professionista all'età di 23 anni, l'11 ottobre 2002, sconfiggendo il connazionale George Kanchaveli per KO tecnico alla terza ripresa.
Il 22 aprile 2017 conquista il titolo WBO ad interim dei pesi medi, superando il britannico Tommy Langford via KO tecnico al quinto round. Tale successo rende il georgiano contendente numero uno al titolo regolare WBO posseduto da Billy Joe Saunders.

## Stile di combattimento
Dotato di uno stile di combattimento simile a quello di Mike Tyson, Khurtsidze è un pugile brevilineo e di bassa statura che predilige le distanze corte. Le caratteristiche fisiche inusuali per un peso medio lo hanno portato ad adottare una guardia estrema (con le mani sul mento, i piedi quasi paralleli e busto quasi frontale) a dispetto dell'allungo. Utilizzatore del peek-a-boo, si distingue quindi per il frequente uso del bobbing, nonché di rotazioni a U con il busto, per evitare i colpi dell'avversario. Facendosi scudo con il proprio fisico robusto, è abile nel tagliare rapidamente le distanze e nel bersagliare l'avversario con colpi in quantità e di elevata potenza, soprattutto ganci e montanti.